# Paula Perea
Paula Perea Ramírez (Dos Hermanas, Sevilla, 19 de junio de 1996), más conocida como Paulita,  es una futbolista española, actualmente en las filas del Real Club Deportivo Espanyol Femenino. Ha sido internacional con la selección española sub-17, con la que logró el bronce en la Eurocopa de 2013, y con la sub-19, además de ser campeona de España con la selección andaluza sub-16 y la sub-18. Es habitual encontrarla como lateral izquierdo y es zurda. 

## Trayectoria
Paula Perea comenzó su andadura profesional en el fútbol en las filas del Sevilla Fútbol Club Femenino con 15 años.  En la temporada 2014/2015 fichó por el Sporting Club de Huelva, con 18 años. En el equipo onubense disputó dos temporadas, proclamándose campeona de la Copa de la Reina de Fútbol 2015.

## Real Betis Balompié
Para la temporada 2015/2016, con 19 años, Paulita y el Sporting de Huelva llegaron a un acuerdo para rescindir el contrato que los unía, dando vía libre a la futbolista sevillana para firmar por el Real Betis Balompié, con la que consigue el ascenso a la Primera División Femenina el 19 de julio de 2016 tras ganar por 2-1 al C. D. Femarguín en la vuelta de los play-offs de ascenso tras un 1-1 en la ida.
En el equipo bético disputa un total de 217 partidos en 9 temporadas, siendo la segunda jugadora con más encuentros jugados. Compaginó su carrera como futbolista a la vez que estudiaba fisioterapia en la Universidad de Sevilla. 
El 9 de julio del 2024 el Espanyol anunció su fichaje por una temporada.